# Turèll-samlingen
Turèll-samlingen er beliggende på Vangede Bibliotek, Vangede Bygade 45 – tæt ved Dan Turèlls Plads.
Samlingen er tilgængelig for alle, som har lyst til – litterært – at kigge Dan Turèll nærmere i kortene.
Studerende, forskere og andre interesserede kan her finde al den relevante litteratur og bibliotekariske ekspertise i forfatterens liv og værk.
Vangede Biblioteks Turèll-samling indeholder i dag ca. 500 enheder, foruden en del tekster i fotokopi, og der arbejdes fortsat på at gøre samlingen komplet.
Her finder man bøger, han selv skrev, antologier som han har bidraget til, cd’er med hans ”musik” og videoer. En del af samlingen består af bøger, tidsskrifts- og avisartikler om Dan Turèll og hans værker.
Officiel hjemmeside
|  | Denne artikel om en bygning eller et bygningsværk kan blive bedre, hvis der indsættes et (bedre) billede. Du kan hjælpe ved at afsøge Wikimedia Commons for et passende billede eller lægge et op på Wikimedia Commons med en af de tilladte licenser og indsætte det i artiklen. |

|  | Denne artikel kan blive bedre, hvis der indsættes geografiske koordinater Denne artikel omhandler et emne, som har en geografisk lokation. Du kan hjælpe ved at indsætte koordinater i wikidata. |